# Râul Sineva
Râul Sineva este un curs de apă afluent al râului Maciovița

## Hărți
- Harta Munții Poiana Rusca  Arhivat în 12 martie 2010, la Wayback Machine.
- Harta Județului Caraș-Severin